# Fagivorina viduaria
Fagivorina viduaria là một loài bướm đêm trong họ Geometridae.